# (117539) Celletti
Pour les articles homonymes, voir Celletti.
(117539) Celletti est un astéroïde de la ceinture principale.

## Description
(117539) Celletti est un astéroïde de la ceinture principale. Il fut découvert le 17 février 2005 à La Silla par Andrea Boattini et Hans Scholl. Il présente une orbite caractérisée par un demi-grand axe de 3,13 UA, une excentricité de 0,10 et une inclinaison de 0,5° par rapport à l'écliptique.

## Compléments